# Station Walzin
Station Walzin is een voormalige spoorweghalte langs spoorlijn 166 (Dinant-Bertrix) in Dréhance, een deelgemeente van Dinant. Het station is genoemd naar het Kasteel van Walzin, dat zich hoog boven de Lesse bevindt, aan de overkant van de rivier.

## Aantal instappende reizigers
De grafiek en tabel geven het gemiddeld aantal instappende reizigers weer op een week-, zater- en zondag.
| Tabel: aantal instappende reizigers station Walzin | Tabel: aantal instappende reizigers station Walzin | Tabel: aantal instappende reizigers station Walzin | Tabel: aantal instappende reizigers station Walzin |
|                                                    | Weekdag                                            | Zaterdag                                           | Zondag                                             |
| -------------------------------------------------- | -------------------------------------------------- | -------------------------------------------------- | -------------------------------------------------- |
| 1977                                               | 2                                                  | 2                                                  | 1                                                  |
| 1978                                               | 2                                                  | 2                                                  | 2                                                  |

0,0: Tamines ·
2,7: Falisolle ·
5,6: Aisemont ·
10,5: Fosses-la-Ville ·
13,3: Bambois ·
17,4: Saint-Gérard ·
20,7: Mettet ·
24,3: Furneaux ·
25,3: Ermeton-sur-Biert ·
28,2: Maredret ·
29,8: Denée-Maredsous ·
31,3: Sosoye ·
32,8: Falaën ·
35,1: Haut-le-Wastia ·
37,4: Warnant ·
40,3: Anhée ·
41,4: Anhée-Jonction ·
Bouvignes-sur-Meuse ·
Dinant ·
Neffe ·
Anseremme ·
Walzin ·
Gendron-Celles ·
Château d'Ardenne ·
0,0: Houyet ·
3,7: Hour-Havenne ·
5,1: Wanlin ·
8,2: Vignée ·
11,1: Villers-sur-Lesse ·
15,3: Eprave ·
19,3: Rochefort ·
23,1: Jemelle
2,2: Anseremme ·
4,7: Walzin ·
7,2: Gendron-Celles ·
10,4: Château d'Ardenne ·
12,2: Houyet ·
17,5: Wiesme ·
22,2: Beauraing ·
25,0: Martouzin ·
27,2: Pondrôme ·
31,3: Thanville ·
35,3: Vonêche ·
37,0: Gedinne ·
45,4: Louette-Saint-Denis ·
49,3: Bièvre ·
51,6: Graide ·
55,2: Carlsbourg ·
56,3: Merny ·
58,2: Paliseul ·
60,3: Nollevaux ·
61,5: Offagne ·
65,2: Glaumont ·
68,3: Burhaimont ·
70,2: Bertrix